# Dead Disco
A Dead Disco egy pop és elektronikus zenét játszó együttes.
Little Boots, vagyis Victoria Christina Hesketh és még két barátnőjének: Lucy Catherwood-nak és Marie France-nak (ismertebb nevén: Video Villain) az első együttese. Ezzel a zenekarral kezdte el a zenei karrierjét Victoria.
A trió 2005 augusztusában a leeds-i egyetemen találkozott. A zenéjüket olyan előadók befolyásolták, mint a The Bangles, Blondie, Siouxsie and the Banshees, Ladytron, The Killers, Billy Idol, Gang of Four, The Slits és a The Rapture.
2008 decemberében a MySpace blogon megerősítették, hogy az együttes feloszlott. A tagok pedig új projekteken dolgoznak: Hesketh, mint Little Boots, valamint Lucy Catherwood és Marie France a Video Villain-en.

## Diszkográfia
- The Treatment (High Voltage)
- City Place (Playlouder)
- Automatic (Fierce Panda)
- You're Out (sixsevenine)

## Fordítás
- Ez a szócikk részben vagy egészben  a   Dead Disco című angol Wikipédia-szócikk fordításán alapul.  Az eredeti cikk szerkesztőit annak laptörténete sorolja fel. Ez a jelzés csupán a megfogalmazás eredetét és a szerzői jogokat jelzi, nem szolgál a cikkben szereplő információk forrásmegjelöléseként.